# Албертина Хенриета фон Изенбург-Бюдинген-Меерхолц
Албертина Хенриета фон Изенбург-Бюдинген-Меерхолц (на немски: Albertina Henriette zu Isenburg-Büdingen-Meerholz; * 4 юли 1703 в Меерхолц; † 26 септември 1749 в Хоенлимбург при Хаген) е графиня от Изенбург-Бюдинген в Меерхолц и чрез женитба графиня на Бентхайм-Текленбург, Лимбург и Реда.
Тя е дъщеря на граф Георг Албрехт фон Изенбург-Бюдинген (1664 – 1724) и съпругата му графиня Амалия Хенриета фон Сайн-Витгенщайн-Берлебург (1664 – 1733), дъщеря на граф Георг Вилхелм фон Сайн-Витгенщайн-Берлебург (1636 – 1684) и първата му съпруга Амелия Маргерита де Ла Плац (1635 – 1669).
Тя умира на 26 септември 1749 г. на 46 години в Хоенлимбург при Хаген и е погребана там.

## Фамилия
Албертина Хенриета фон Изенбург-Бюдинген-Меерхолц се омъжва на 5 септември 1727 г. в Меерхолц за граф Мориц Казимир I фон Бентхайм-Текленбург-Реда (1701 – 1768), единствен син на граф Фридрих Мориц фон Бентхайм-Текленбург (1653 – 1710) и втората му съпруга Кристина Мария фон Липе-Браке (1673 – 1732). Те имат децата:
- Фридерика Луиза (1729 – 1747)
- Фридрих Вилхелм (* 1730)
- Фридрих Ернст (ок. 1734 – 1735)
- Мориц Казимир II (1735 – 1805), граф на Бентхайм-Текленбург (1768 – 1805), женен на 2 септември 1761 г. за Хелена Шарлота София фон Сайн-Витгенщайн-Берлебург (1739 – 1805), дъщеря на граф Лудвиг Франц фон Сайн-Витгенщайн-Берлебург (1694 – 1750) и Хелене Емилия фон Золмс-Барут (1700 – 1750)
- Фердинанда Хенриета Доротея (1737 – 1779), омъжена на 16 октомври 1769 г. в Реда за граф Карл Ернст Казимир фон Липе-Бистерфелд (1735 – 1810), полковник във Вюртемберг, син на граф Фридрих Карл Август фон Липе-Бистерфелд (1706 – 1781) и графиня Барбара Елеонора фон Золмс-Барут (1707 – 1744)
- Карл Филип (1746 – 1753)

Мориц Казимир I се жени втори път на 2 юли 1750 г. за графиня Амалия Елизабет Сидония фон Бентхайм-Щайнфурт (1725 – 1782).